# Шумок (заказник)
Шумо́к — ландшафтний заказник загальнодержавного значення в Україні. Розташований у межах Бобринецького району Кіровоградської області, на захід від міста Бобринець.
Площа 20,1 га. Створений згідно з указом Президента України від 29.11.1994 року.
Природоохоронний статус надано з метою збереження ділянки долини річки Бобринки з багатим трав'яним покровом та мальовничими скелями і невеликими водоспадами на річці. Схили річкової долини вкриті лучно-степовою та степовою рослинністю, на гранітних відслоненнях зростає петрофітна рослинність. Ростуть рідкісні та малопоширені види: гвоздика бузька, ковила волосиста, белевалія сарматська, рястка Фішера, гадюча цибулька занедбана, аспленій північний, кизильник чорноплідний, тюльпан лісовий.
Є місцем поселення численних видів корисної ентомофауни.

## Галерея

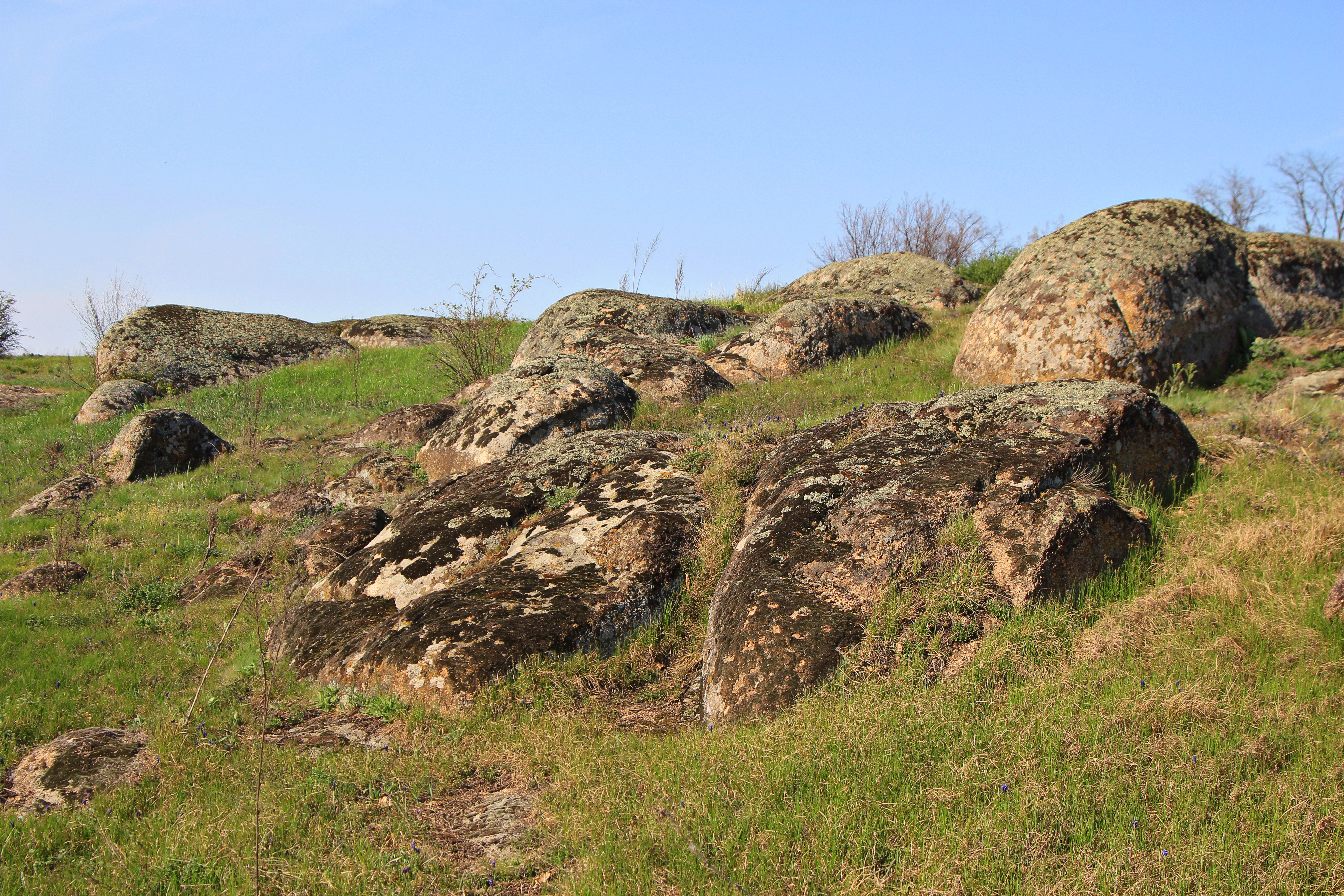
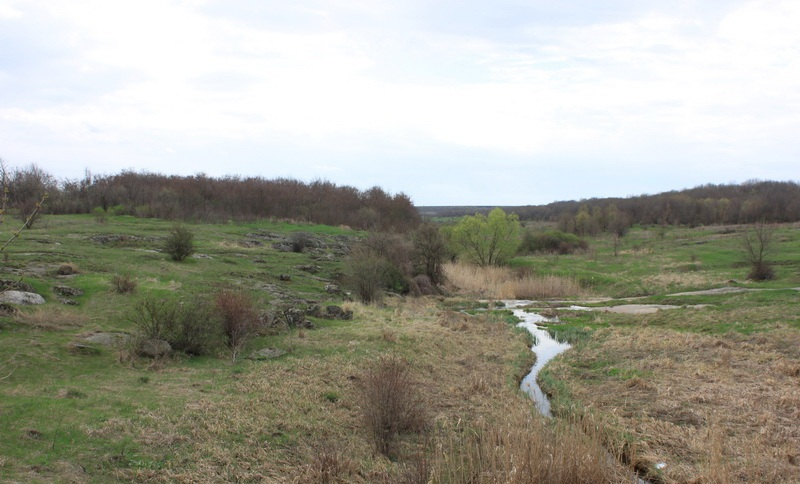
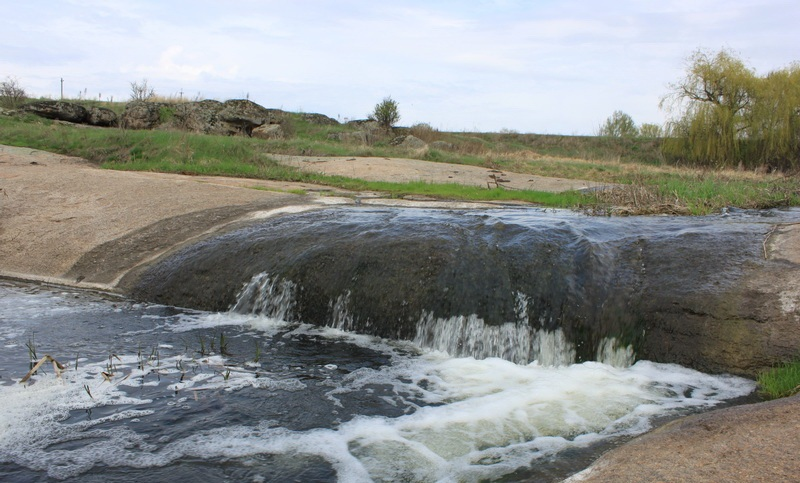